# ライ・ウイスキー

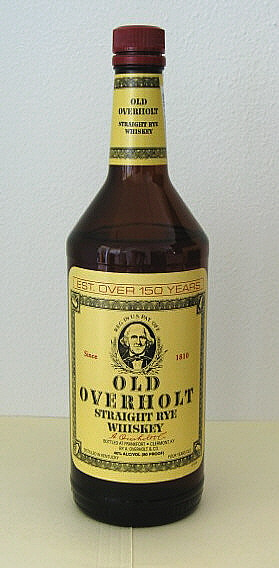
オールド・オーバーホルト

ライ・ウイスキー (Rye whiskey) は、ライ麦を主原料とするウイスキー。
ライ麦パンと同様にライ麦由来のかすかな苦みがあり、ピリッとしたスパイシーなものを「ペンシルベニア・スタイル」、まろやかなものを「メリーランド・スタイル」と呼ぶ。
アメリカの連邦アルコール法では、ライ・ウイスキーは法律でマッシュ（原料となる麦芽液）の51パーセント以上がライ麦で作られているものと決まっている。マッシュの残りは、主にトウモロコシと麦芽である。また、バーボンと同様に、内側を焦がしたオーク樽での2年以上の熟成が義務づけられている。

## 歴史
ライ・ウイスキーはドイツ系移民によってライ麦栽培が盛んに行われたペンシルベニア州南部が発祥の地である。独立戦争後にはスコットランド・アイルランド系移民も加わり、アメリカ北東部、特にペンシルベニア州とメリーランド州で盛んに生産されるようになった。
禁酒法のあと、人びとのウイスキーに対する嗜好はカナディアン・ウイスキーに代表される淡泊で飲みやすいものに移行してしまい、ライ・ウイスキーは立ち直ることができなかった。ライ・ウイスキーの蒸留所はペンシルベニア・メリーランド州からケンタッキー州に移り、わずかな生産業者が残った。

## 蒸留所
1996年、アンカー醸造所（サンフランシスコ）のフリッツ・メイタッグが、「アンカー蒸留所」の名前でオールド・ポトレロ・シングルモルトウイスキーの醸造を開始した。これは100パーセントの発芽ライ麦を使用しており、アメリカでは数少ないシングルライウイスキーであった。
同国でライ麦を配合したウイスキーを醸造している有名な醸造所には、他にもジム・ビームやオースティン・ニコルズがある。オースティン・ニコルズはワイルド・ターキーのブランドで度数40％・50.5％のものを売り出している。他にはオールドオーバーホルト、ヴァン・ウィンクル・ファミリーリザーブ、リッテンハウス、ミッチャー、パイクスヴィル・シュープリームなどがある。

## カナディアン・ウイスキーとライ・ウイスキーの違い
カナディアン・ウイスキーは歴史的に内容量の多くがライ麦だった。しかしながら、現在ではほとんどのカナディアン・ウイスキーはわずかなライ麦がブレンドされているにすぎない。有名な銘柄はカナディアン・クラブとクラウン・ロイアルである。高比率のライ・ウイスキーも売られているが、一般的な「ライ・ウイスキー」の用語との混乱も招いている。100パーセントライ麦ライ・ウイスキーは、カナディアンクラブ・ライ、アルバータ・プレミアム、マスターソンズ、コーヴァルなどごく僅かである。

## 製品
- ワイルドターキー (Wild Turkey)
- ジム・ビーム (Jim Beam)
- オールド・オーバーホルト (Old Overholt)
- レッドフック・ライ　23年 (Red Hook Rye 23 Year)
- リッテンハウス・ライ (Rittenhouse Rye 80 / Rittenhouse Rye 100 BIB Bottled In Bond)
- ヴィンテージ 23年,21年(Vintage 23 Year,21 Year)
- ミクターズ (Michters / Michters 10 Year)
- オールド・ポトレロ (Old Potrero / Old Potrero 18th Century)
- パイクスヴィル (Pikesville)
- サゼラック・ライ (Sazerac 6 Year / Sazerac 18 Year)
- クラシック・カスク　21年 (Classic Cask 21 Year)
- ヴァン・ウィンクル・ファミリーリザーブ 13年(Van Winkle Family Reserve 13 Year)
- テンプルトン ライ (Templeton Rye)

## 派生
ウイスキーベースの代表的なカクテルであるマンハッタンの正式なレシピでは、ベースとなるウイスキーにライ・ウイスキーを使う。
「ロック・アンド・ライ」はライ・ウイスキーと味付け用の果実（主に柑橘類）に少しの氷砂糖を加えて作る酒である。もしくはライ・ウイスキーのお湯割りにビターズと氷砂糖で作ったものを呼ぶこともある。

## 大衆文化におけるライ・ウイスキー
- 1946年度アカデミー作品賞受賞の『失われた週末』ではレイ・ミランドがライ・ウィスキーを飲んでいる。
- ハワード・ホークスによる1946年の映画『三つ数えろ』の中では、張り込み中のフィリップ・マーロウ（ハンフリー・ボガート）が本屋の店員（ドロシー・マローン）とライ・ウィスキーで乾杯するシーンがある。
- 映画『アニマル・ハウス』で登場人物の一人ブーンが "double Rock and Rye" をオーダーするシーンがある。
- ウディ・ガスリーの曲の中に"Rye Whiskey"という題名のものがある。
- ドン・マクリーンの歌 "American Pie" の中に "And good ol' boys were drinking whiskey and rye" という節がある。
- ローレンス・ブロックの『泥棒はライ麦畑で追いかける』の中にはライ・ウィスキーしか飲まない人物が登場する。
- デヴィッド・フィンチャー監督の映画『ベンジャミン・バトン 数奇な人生』の中でライ・ウィスキーのサゼラックを飲むシーンがある。
- HBOのテレビシリーズ『ウエスト・ワールド』の中で、ガンマンのテディ（ジェームズ・マースデン）はバーのカウンターでたびたびライ・ウィスキーを注文する。